# Giorgio Di Centa
Giorgio Di Centa (Tolmezzo, 7 de octubre de 1972) es un deportista italiano que compitió en esquí de fondo. Su hermana Manuela también compitió en esquí de fondo.
Participó en cinco Juegos Olímpicos de Invierno, entre los años 1998 y 2014, obteniendo en total tres medallas: plata en Salt Lake City 2002, en la prueba de relevo (junto con Fabio Maj, Pietro Piller Cottrer y Cristian Zorzi), y dos oros en Turín 2006, en los 50 km y los relevos (con Fulvio Valbusa, Pietro Piller Cottrer y Cristian Zorzi).
Ganó cuatro medallas en el Campeonato Mundial de Esquí Nórdico entre los años 1997 y 2009.

## Palmarés internacional
| Juegos Olímpicos   | Juegos Olímpicos                | Juegos Olímpicos  | Juegos Olímpicos |
| Año                | Lugar                           | Medalla           | Prueba           |
| ------------------ | ------------------------------- | ----------------- | ---------------- |
| 2002               | Salt Lake City (Estados Unidos) | Medalla de plata  | Relevo 4 × 10 km |
| 2006               | Turín (Italia)                  | Medalla de oro    | 50 km            |
| 2006               | Turín (Italia)                  | Medalla de oro    | Relevo 4 × 10 km |
| Campeonato Mundial |                                 |                   |                  |
| Año                | Lugar                           | Medalla           | Prueba           |
| 1997               | Trondheim (Noruega)             | Medalla de bronce | Relevo 4 × 10 km |
| 1999               | Ramsau (Austria)                | Medalla de bronce | Relevo 4 × 10 km |
| 2005               | Oberstdorf (Alemania)           | Medalla de plata  | 15 km + 15 km    |
| 2009               | Liberec (República Checa)       | Medalla de bronce | 30 km            |